# Бабенко Анатолій Миколайович
Анатолій Миколайович Бабенко (7 серпня 1951 , Макіївка, Сталінська область  — 31 серпня 2014 ) — радянський футболіст, воротар

## Біографія
Починав займатися футболом у рідній Макіївці, потім недовго — в донецькому «Шахтарі». 1969 рік провів в «Авангарді» (Макіївка).
Армійську службу проходив в 1970—1971 роках в київському СКА. У 1971 році разом з Павлом Богодєловим перейшов у «Локомотив» (Вінниця), а 1974 рік відіграв в іншій команді другої ліги «Вулкан» (Петропавловськ-Камчатський).
1975 року розпочав в ташкентському «Пахтакорі», зіграв в березні один матч в Кубку СРСР проти «Металіста» (4:1) і три в Вищій лізі — проти «Зеніту» (3:0) і московських «Локомотива» (2:2) та «Спартака» (0:2), після чого перейшов в «Зірку» (Перм) з першої ліги, але грав тільки в наступному році.
У початку 1977 року, практично перейшов в «Дніпро», отримав квартиру в Дніпропетровську, але відгукнувся на запрошення чемпіона — московського «Торпедо». Втім у столичній команді за два сезони не зіграв в основній команді жодного матчу, оскільки переніс операції на меніску і в зв'язку з апендицитом.
Надалі грав у першій лізі за «Кузбас» (Кемерово) (1979—1981), в другій лізі за вінницьку «Ниву» (1982—1985) та «Меліоратор» (Чимкент) (1986).
У 1987—1988 роках — тренер і начальник команди «Нива». У 2004 році — тренер «Шахтаря» (Караганда).
Помер 31 серпня 2014 року.